# Diospilus capito
Diospilus capito är en stekelart som först beskrevs av Christian Gottfried Daniel Nees von Esenbeck 1834.  Diospilus capito ingår i släktet Diospilus och familjen bracksteklar. Arten är reproducerande i Sverige. Inga underarter finns listade i Catalogue of Life.